# Wilfried Schäfer
Wilfried Schäfer (* 5. September 1951 in Schwerte; † 7. August 2003) war ein deutscher Physiker im Bereich theoretische Halbleiteroptik.

## Biographie
Wilfried Schäfer studierte Physik an der Universität Dortmund, promovierte dort 1980 und habilitierte sich 1988 für theoretische Physik mit einer Arbeit über hochangeregte Halbleiter. 1988 wechselte er als wissenschaftlicher Mitarbeiter zum Forschungszentrum Jülich. Er hielt sich mehrere Male zu Forschungsaufenthalten in den USA auf, u. a. bei den Bell Laboratories in Murray Hill, New Jersey. Seine Arbeiten bei der Beschreibung von Coulomb-Korrelationen sowie zur Elektron-Phonon-Wechselwirkung in Halbleitern auf der Basis von Nichtgleichgewichts-Green-Funktionen gelten bis heute als Pionierwerke. Mit seinen numerischen Simulationen von Vielteilcheneffekten setzte er neue Maßstäbe. Schäfer war seit 1996 auch Professor an der Universität Dortmund.
Wilfried Schäfer starb am 7. August 2003 einige Wochen vor seinem 52. Geburtstag.

## Werke (Auswahl)
- Wilfried Schäfer, S. Schmitt-Rink und C. Stafford: The Hague ’90, 12–16 April. 1990, S. 24–34, doi:10.1117/12.20640.
- C. Stafford, S. Schmitt-Rink und Wilfried Schäfer: Nonlinear optical response of two-dimensional magnetoexcitons. In:  Physical review. B, Condensed matter. Band 41, 1990, S. 10000–10011. doi:10.1103/PhysRevB.41.10000.
- D. Kim, J. Shah, J Cunningham, T. C. Damen, S. Schmitt-Rink und Wilfried Schäfer: Carrier-carrier scattering in a degenerate electron system: Strong inhibition of scattering near the Fermi edge. In: Physical review letters. Band 68, 1992, S. 2838–2841, doi:10.1103/PhysRevLett.68.2838.
- Wilfried Schäfer, I. Brener und W. Know: Many Body Effects at the fermi Edge of modulati doped semiconductors: a numerical study. In: R. T. Philips: Coherent Optical Interactions in Semiconductors. Cambridge 1993.
- Wilfried Schäfer, F. Jahnke und S. Schmitt-Rink: Many-particle effects on transient four-wave-mixing signals in semiconductors. In: Physical review. B, Condensed matter. Band 47, 1993, S. 1217–1220, doi:10.1103/PhysRevB.47.1217.
- Wilfried Schäfer u. a.: Polarization dependence of dephasing processes: A probe for many-body effects. In: Physical review B, Condensed matter. Band 49, Nr. 15, Mai 1994, S. 10774–10777.
- Wilfried Schäfer und Martin Wegener: Semiconductor Optics and Transport Phenomena. Springer, Berlin [u. a.] 2002, ISBN 3-540-61614-4